# リャジスク
座標: 北緯53度42分 東経40度04分 / 北緯53.700度 東経40.067度

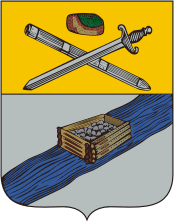
リャジスクの紋章

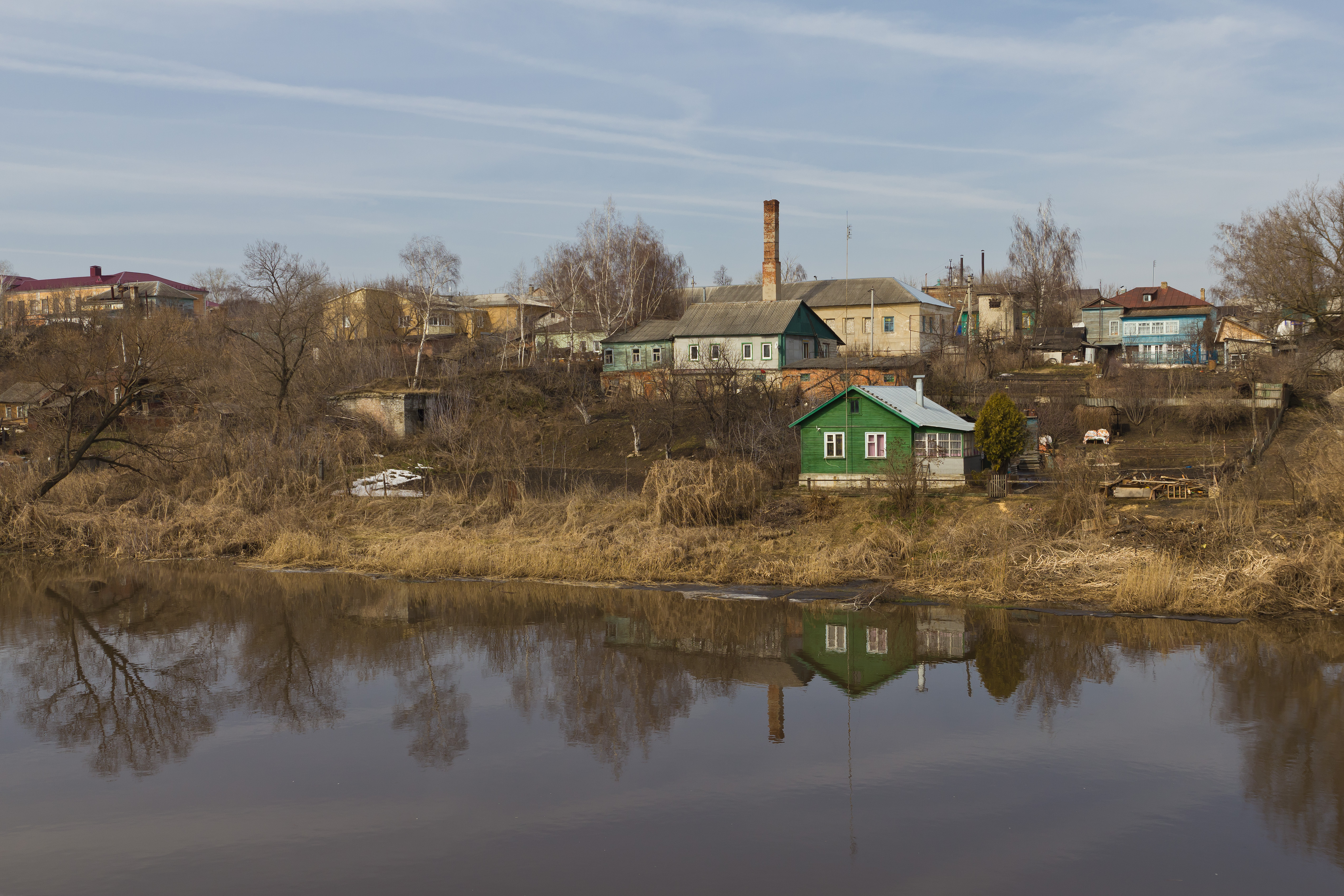

リャジスク（ロシア語: Ряжск; Ryazhsk）は、ロシア連邦のリャザン州にある町。人口は2万634人（2021年）。州都リャザンから南へ115キロメートルで、鉄道の結節点として重要な町であり、リャジスク地区の行政の中心地でもある。オカ＝ドン平原の北方の縁を流れるフプタ川（オカ川水系）の高い岸に建つ。

## 歴史
リャジスクは、1502年の記録にリャッスクの名で初出する。この町は要塞（クレムリ）のある町であり、オカ川水系のフプタ川とドン川水系のスタノヴァヤ・リャッサ川を結ぶ道（ヴォロク、連水陸路）を守っていた。この道を通じて、オカ川の水運とドン川の水運は繋がっており、物流の面でも重要であった。16世紀や17世紀の記録ではリャスコイあるいはリャスコフの名でも記録に現れているが、この時期のリャジスクは、モスクワ南方に設けられロシア・ツァーリ国を守った要塞線・逆茂木線（Great Abatis Border）の一部をなす要塞であった。
1778年には市の地位を与えられ、郡の中心となった。1870年代以降、鉄道の結節点としてリャジスクは成長した。

## 見どころ
市内には歴史博物館がある。
9km離れたボルシャヤ・アレシニャ村には、かつての貴族キキン＝イェルマノフ家の地所があり、1805年に建てられた生神女誕生聖堂が残る。
35km離れたサボロヴォ（スパッスコエとも）には、露土戦争およびトルキスタン征服の英雄であった軍人ミハイル・スコベレフの地所がある。

## 経済
リャジスク周辺には食品工場や印刷工場などが建つ。
リャジスクは重要な鉄道の交点で、北のリャザン・モスクワ行きのほか、西のスコピン・トゥーラ行きのモスクワ鉄道、東のペンザ行きのクイビシェフ鉄道、南のミチュリンスク・タンボフ行きの南東鉄道などが集まっている。